# Macronus kelleyi
Mixornis kelleyi é uma espécie de ave da família Timaliidae.
Pode ser encontrada nos seguintes países: Camboja, Laos e Vietname.
Os seus habitats naturais são: florestas subtropicais ou tropicais húmidas de baixa altitude.